# Зубакин, Василий Николаевич
Василий Николаевич Зубакин (25 января 1925, Шатрово, Уральская область — 1 августа 1986, Челябинск) — советский сталевар, хозяйственный, государственный и политический деятель, Герой Социалистического Труда (1966). 

## Биография
Василий Николаевич Зубакин родился 25 января 1925 года в крестьянской семье в селе Шатрово Шатровского сельсовета Шатровского района Тюменского округа Уральской области, ныне село — административный центр Шатровского муниципального округа Курганскую область.
В 1942 году окончил Златоустовское ремесленное училище. С 1942 года — подручный сталевара, сталевар Златоустовского металлургического завода.
Член ВКП(б), в 1952 году партия переименована в КПСС.
В 1949 году командирован на Челябинский металлургический завод для пуска мартеновского цеха № 2. Остался на заводе и участвовал в пуске и освоении мартеновского цеха№ 1, электросталеплавильного цеха № 3, старший сталевар Челябинского металлургического завода Министерства чёрной металлургии СССР. Освоил опыт сталеваров Кузнецка по наварке подов мартеновских печей. Активно участвовал в освоении технологии производства стали в плазменных дуговых печах, создании принципиально новой конструкции плазмотрона, получившего наименование «Плазмотрон ЧМЗ».
Избирался депутатом Верховного Совета РСФСР 6-го созыва.
Василий Николаевич Зубакин умер 1 августа 1986 года в городе Челябинске Челябинской области. Похоронен на Успенском кладбище Курчатовского района  города Челябинска, 9 новый квартал.

## Награды
- Герой Социалистического Труда, 22 марта 1966 года
  - Орден Ленина № 363756
  - Медаль «Серп и Молот» № 11591
- Орден Ленина, 19 июля 1958 года
- Медаль «За трудовую доблесть», 26 декабря 1952 года
- Медаль «За трудовое отличие», 6 февраля 1951 года

## Памятник
- Памятник, размещен в музее Челябинского металлургического комбината, Челябинская область, город Челябинск, ул. 2-я Павелецкая, 4[3]